# Cartoon Network
Cartoon Network (CN, букв. с англ. — «сеть мультфильмов») — американский мультипликационный телеканал, в настоящее время являющийся одним из крупнейших в мире телеканалов для детской аудитории. Входит в корпорацию Warner Bros. Discovery и является частью Warner Bros. Entertainment. Вещание ведётся без рекламы и в формате высокой чёткости 1080i. Более того, оригинальный Cartoon Network является не только детским каналом: во время ночного эфира вещает Adult Swim — блок мультсериалов для более взрослой аудитории.

## История

### 1992—2004
1 октября 1992 года запустился Cartoon Network в США, первым мультсериалом показанным на канале была короткометражка Rhapsody Rabbit из Весёлые мелодии. Первоначально по телеканалу показывались мультфильмы от студий: Warner Bros, MGM и Hanna-Barbera. Канал изначально вещал в кабельных сетях в Нью-Йорке, Филадельфии, Вашингтоне, Далласе и Детройте. К моменту запуска в базе было 8500-часов мультфильмов. Также Cartoon Network контролировал одноименным программным блоком на «TNT». Cartoon Network был первым детским круглосуточным каналом в США.
К концу 1994 года Cartoon Network стал «пятым по популярности кабельным каналом в США».
В 1996 году Turner Broadcasting System объединилась с Time Warner(которая запустила Nickelodeon и им же владела до 1986 года). Слияние позволило использовать все мультфильмы от Warner Bros.
В 1997 году появился аниме блок «Toonami». Блок предлагал такие аниме как: Роботек, Громокошки, Сейлор Мун, Tenchi Muyo!, Mobile Suit Gundam Wing, Dragon Ball Z и т.п.
18 июня 2001 года Бетти Коэн, которая занимала пост президента Cartoon Network с момента ее основания, покинула компанию из-за творческих разногласий с Джейми Келлнером, тогдашним главой Turner Broadcasting. 22 августа 2001 года Джим Сэмплс был назначен генеральным менеджером и исполнительным вице-президентом канала, заменив Бетти. «Adult Swim» стартовал 2 сентября 2001 года с эпизодом Домашнее видео, блок изначально транслировался по воскресеньям вечером и с повторами по четвергам. Первоначально сетка состояла из Харви Бёрдман, МорЛаб 2021, Cowboy Bebop, Шоу Брака, Aqua Teen Hunger Force и Космический призрак.
3 октября 2003 года блок «Cartoon Cartoon Friday» был переименован в «Friday».

### 2004—2010
В 2004 году на Cartoon Network вышли три новых мультсериала: Megas XLR, Фостер: Дом для друзей из мира фантазий и Hi Hi Puffy AmiYumi. 14 июня 2004 года был произведен ребрендинг, который включал обновленную версию логотипа и новый слоган: «This is Cartoon Network! (с англ. Это Cartoon Network!)
В 2005 году стартовали еще пять мультсериалов: Жизнь и приключения Джунипер Ли, Лагерь Лазло, Роботбой, Мой друг — обезьяна и Бен-10.
Джим Сэмплс ушел со своего поста 9 февраля 2007 года после паники в Бостоне, вызванной отсылками в Aqua Teen Hunger Force. 2 мая 2007 года Стюарт Снайдер был назван преемником Джима.
В июне 2009 года Cartoon Network представил блок с живыми актерами под названием «CN Real», в котором выходили такие программы: The Othersiders, Survive This, BrainRush, Destroy Build Destroy, Dude, What, Bobb’e Says, Happen и Bobb’e Says.

### С 2010 года
29 мая 2010 года был представлен новый фирменный стиль, а также новое оформление и слоган «Check it!». (с англ. Зацени!) 27 декабря 2010 года Adult Swim расширился на один час, и время его начала было перенесено с 22:00 до 21:15 по восточному времени.
30 марта 2012 года был возвращён блок «Cartoon Planet», по которому транслировались старые мультфильмы 1990-х и 2000-х годов.
6 марта 2014 года Стюарт Снайдер был отстранен от должности президента и главного операционного директора «Turner Animation», «Young Adults» и «Kids Media» после реструктуризации. 16 июля 2014 года Кристина Миллер была назначена его преемницей на посту президента и генерального директора «Cartoon Network», «Adult Swim» и «Boomerang». 21 октября 2014 года «Cartoon Network», наряду с «CNN» и «Boomerang», были отключены от американского телевизионного провайдера Dish Network из-за разногласий по контрактам, однако через месяц каналы были восстановлены.
22 октября 2016 года компания AT&T заключила сделку по приобретению Time Warner за 108,7 млрд долларов. Слияние было одобрено федеральными регулирующими органами 12 июня 2018 года, и было завершено через 2 дня, а название Time Warner было изменено на WarnerMedia.
В конце 2019 года Кристина Миллер покинула WarnerMedia. Майкл Оувелин занял должность временного президента Cartoon Network.
С 1 июля 2019 года Том Ашейм стал президентом «Warner Bros. Global Kids, Young Adults и Classics», курируя «Cartoon Network», «Boomerang», «Adult Swim» и «Turner Classic Movies».

## Cartoon Network на постсоветском пространстве
Cartoon Network ― русскоязычный специализированный детский телеканал, который является локальной версией американского телеканала Cartoon Network. Телеканал транслирует анимационные программы для детей в возрасте от 7 до 15 лет. В Марте 2022 года телеканал прекратил обслуживать Россию, но не смотря на это, вещание продолжается в соседних странах на русском языке.

### 1987—1999: Warner Animation
Телеканал Warner Animation был запущен в СССР 1 апреля 1987 года. Он вещал ограниченное время и был доступен в одной из московских гостиниц. Warner Animation не являлся телеканалом в традиционном понимании — это был обычный видеопоток мультфильмов Warner Bros., воспроизводимый через видеомагнитофон, который транслировал заранее записанный материал по внутренней системе отеля. Компания Warner Bros. не участвовала в создании или поддержке данного канала.
В течение своей деятельности телеканал транслировал различные анимационные сериалы и программы, созданные Warner Bros. Среди них были популярные шоу, такие как «Луни Тюнз», «Пинки и Брейн» и другие известные мультфильмы. В последние годы показывались шоу с Cartoon Network
31 октября 1999 года телеканал Warner Animation прекратил своё вещание. На следующий день – 1 ноября, официально начал вещание телеканал Cartoon Network в России, отель переключился на новый телеканал. Предположительно, причиной закрытия стали либо юридические претензии со стороны компании Warner Bros., либо утрата актуальности в связи с запуском полноценного анимационного телеканала Cartoon Network.

### 1999—н. в.: Cartoon Network
1 ноября 1999 года телеканал Cartoon Network начал вещание на постсоветском пространстве. До этой даты телеканал уже был доступен через различных кабельных операторов, и в газетах размещались телепрограммы, но продолжительность эфиров была нефиксированной. Официальной датой запуска компания Warner Bros. считает именно 1 ноября 1999 года, когда Cartoon Network начал вещание у оператора «НТВ-Плюс» и на месте телеканала Warner Animation. В ночное время суток ретранслировался фильмовый телеканал TCM. Дистрибьютором телеканала был «Zone Vision». Телеканал по сей день вещает из Лондона.
В начале своего вещания, телеканал был частью «Cartoon Network Pan-Euro», который полностью копировал сетку вещания Cartoon Network UK. Вещание осуществлялось исключительно на английском языке, что ограничивало его аудиторию на постсоветском пространстве. Несмотря на обширную сетку программ, некоторые шоу, такие как Dragon Ball Z и Анджела Анаконда, не транслировались из-за отсутствия общеевропейских прав на них.
С сентября 2000 года по август 2001 года на Cartoon Network был представлен блок Toonami, который пользовался огромной популярностью. В марте 2001 года блок достиг высоких рейтингов, благодаря уникальному контенту, состоящему почти исключительно из аниме. Среди транслировавшихся шоу были: ThunderCats, Tenchi Muyo!, Mobile Suit Gundam Wing и т. п., единственными неяпонские шоу были «Настоящие приключения Джонни Квеста» и «Бэтмен будущего».
В августе 2001 года для Европы был запущен общеевропейский телеканал «Cartoon Network EMEA». В это же время телеканал начал тестировать русскую звуковую дорожку, используя аудио из промо-материалов от блока «ТВ-6 Москва». Тестирование продолжалось некоторое время, но позже было прекращено. Также был представлен блок «Cartoon Theatre» (в 2006 г. стал называться «Cartoon Network Cinema»), который демонстрировал полнометражные мультфильмы.
В конце 2004 года руководство телеканала приняло решение о переводе контента на русский язык. 1 апреля 2005 года «Cartoon Network EMEA» получил полноценную русскую звуковую дорожку, что сделало контент более доступным для русскоязычной аудитории.
В 2008 году в Москве открывается представительство Turner Broadcasting System Russia, которое начинает заниматься дистрибуцией телеканала.
1 октября 2009 года появилась собственная версия телеканала — «Cartoon Network Russia and Southeastern Europe» (CN RSEE), вещающая в странах СНГ, Балтии и Юго-Восточной Европы. Также появился новый блок с классическими мультсериалами телеканала — «Cartoon Toon Toon». Во время перерыва местная реклама отличается в разных странах с помощью субпотока (фид), в оригинальном виде телеканал вещает без рекламы. С тех пор телеканал стал расширяться по операторам и набирать аудиторию. Через год был запущен веб-сайт — cartoonnetwork.ru.
С марта 2011 года телеканал перешёл на круглосуточное вещание, что позволило зрителям смотреть программы в любое время суток. В связи с этим трансляция «TCM» на частоте прекратилась, уступив место полноценному круглосуточному вещанию Cartoon Network.
В 2013 году Cartoon Network стал лидером по среднесуточному времени телесмотрения среди детских каналов в России.
В 2014 году редакция телеканала стала располагаться в Мюнхене, вещательный центр и основной офис по-прежнему находятся в Лондоне. В этом же году появился блок «Marathon Mix».
В конце 2015 года стало известно, что дистрибьютором канала в СНГ станет «Медиа Альянс» — дочернее совместное предприятие государственного медиахолдинга «Национальная Медиа Группа» и Discovery, Inc.. Сделка была завершена в мае 2016 года. Компания управляла российским юридическим лицом канала — ООО «Тёрнер детские программы», которым руководил представитель Discovery Григорий Лавров, также возглавлявший «Медиа Альянс».
6 декабря 2016 года телеканал перешёл на широкоэкранное вещание (16:9). 19 декабря 2016 года была запущена одновременная трансляция Cartoon Network в высоком разрешении (HD).
С 18 ноября 2020 года Cartoon Network RSEE получил чешскую лицензию (RRTV) с целью обеспечения продолжения легального вещания в Евросоюзе в соответствии с Директивой ЕС об аудиовизуальных медиа-услугах (AVMSD) и законом о едином рынке после выхода Великобритании из Европейского Союза. Так как в Чехии действуют минимальные правила вещания, она была выбрана для целей лицензирования в ЕС. Вещательный центр телеканала по-прежнему располагается в Лондоне.
В феврале 2021 года появился блок «Время супергероев», по которому показывались марафоны таких мультсериалов: «Мао Мао», «Юные титаны, вперёд!», DC Super Hero Girls и тому подобные. 6 ноября того же года были добавлены звуковые дорожки на сербском, хорватском и словенском языках.
В связи с вторжением России на Украину 9 марта 2022 года компания Warner Bros. Discovery прекратила вещание своих телеканалов, в том числе и Cartoon Network, на территории России и Беларуси (в последней стране продолжают вещание остальные телеканалы компании, за исключением ещё одного детского телеканала — Boomerang), также прекратил работу российский сайт канала — cartoonnetwork.ru. На территории стран СНГ, Прибалтики, Украины, Грузии вещание канала на русском языке продолжается.
С 1 августа 2022 года Cartoon Network перестал переводить мультсериалы, а с 20 марта 2023 года телеканал стал выборочно переводить программы на русский язык.
В мае 2023 года телеканал вышел на спутники под новым названием «Cartoon Network CAAC» (Центральная Азия и Кавказ), однако лицензия пока что не была переименована и телеканал остаётся юридически под старым названием.
1 мая 2024 года Cartoon Network начал вещание в Узбекистане.
18 сентября 2024 года телеканалы Cartoon Network RSEE, Cartoon Network Poland и Cartoon Network CEE были объединены в один телеканал под названием «Cartoon Network CECP» или «Cartoon Network Europe 2» (оба названия используются внутри компании). В народе новый объединенный телеканал прозвали «"новым" Cartoon Network CEE» или «Cartoon Network EE». Объединение позволило оптимизировать вещание в различных регионах. Однако, несмотря на объединение, существуют различия в приёме телеканала в разных странах. Зрители в прибалтийских странах принимают основной телеканал без знаков возрастного ограничения. В странах СНГ, Молдовы, Украины и Грузии телеканал доступен с временным сдвигом — программы идут на час позже, знаки сохранены.
В январе 2025 года вернулся киношный блок «Cartoon Network Cinema» под новым названием «Время попкорна». Телеканал убрал временной сдвиг между СНГ и Прибалтикой - теперь идёт одинаковый эфир как и раньше, также были убраны знаки возрастного ограничения, которые были введены ещё в 2013 году из-за закона РФ, однако дочерние телеканалы всё ещё сохраняют их.
В марте 2025 года Национальный совет Украины по вопросам телерадиовещания обратился к компании Warner Bros. Discovery с требованием добавить украинскую звуковую дорожку на ряд телеканалов, включая Cartoon Network, Animal Planet, Food Network, Discovery Channel, TLC, Travel Channel и другие. В обращении подчёркивалось, что в случае невыполнения требований может быть рассмотрен вопрос о запрете трансляции телеканалов на территории Украины. В мае этого года украинская звуковая дорожка была добавлена на телеканалы Eurosport 1 и Eurosport 2.
19 июня 2025 года стриминг HBO Max запустился в Украине через сервис Megogo, но без мультсериалов. 22 июля HBO Max полноценно стал доступен в Армении, Грузии, Казахстане, Кыргызстане, Латвии, Литве, Таджикистане и Эстонии. На HBO Max представлена обширная библиотека Warner, а именно: сериалы, фильмы, реалити TLC, мультфильмы и мультсериалы (Warner Bros, Cartoon Network, Adult Swim, Cartoonito и тп), документалки Discovery и прочее. Ранее до запуска HBO Max в СНГ, контент HBO с 2013 года размещался на Амедиатеке (и на других российских сервисах через общую подписку), а с 2017 по конец 2022 года онлайн-кинотеатр Амедиатека с телеканалами Amedia Premium и Amedia Hit работали под брендом «Home of HBO».

### Блоки
Российский телеканал ТВ-6 с 14 апреля 1996 по 6 апреля 1997 года транслировал блок Cartoon Network с озвученными на русский язык заставками телеканала, а также двумя многосерийными проектами — мультсериалом «Джетсоны» и классическими короткометражными мультфильмами «Том и Джерри».

## Слоганы
Слоганы телеканала также менялись со временем:
- The best place for cartoons! (Лучшее место для мультфильмов!) (1 октября 1992 — 13 июня 2004),
- Screwy, ain’t it? (Поддатый, не так ли?) (2 сентября 1997 — 28 сентября 2003),
- This is Cartoon Network (Это Cartoon Network) (14 июня 2004—2006),
- Yes (Да) (2006—2007),
- Let’s go (Пойдём) (2009 — 28 мая 2010),
- Check it! (Зацени!) (29 мая 2010 — 12 октября 2016),
- Oh My God! (Боже мой!) (12 октября 2016 — настоящее время)